# Borys Antonenko-Dawydowytsch

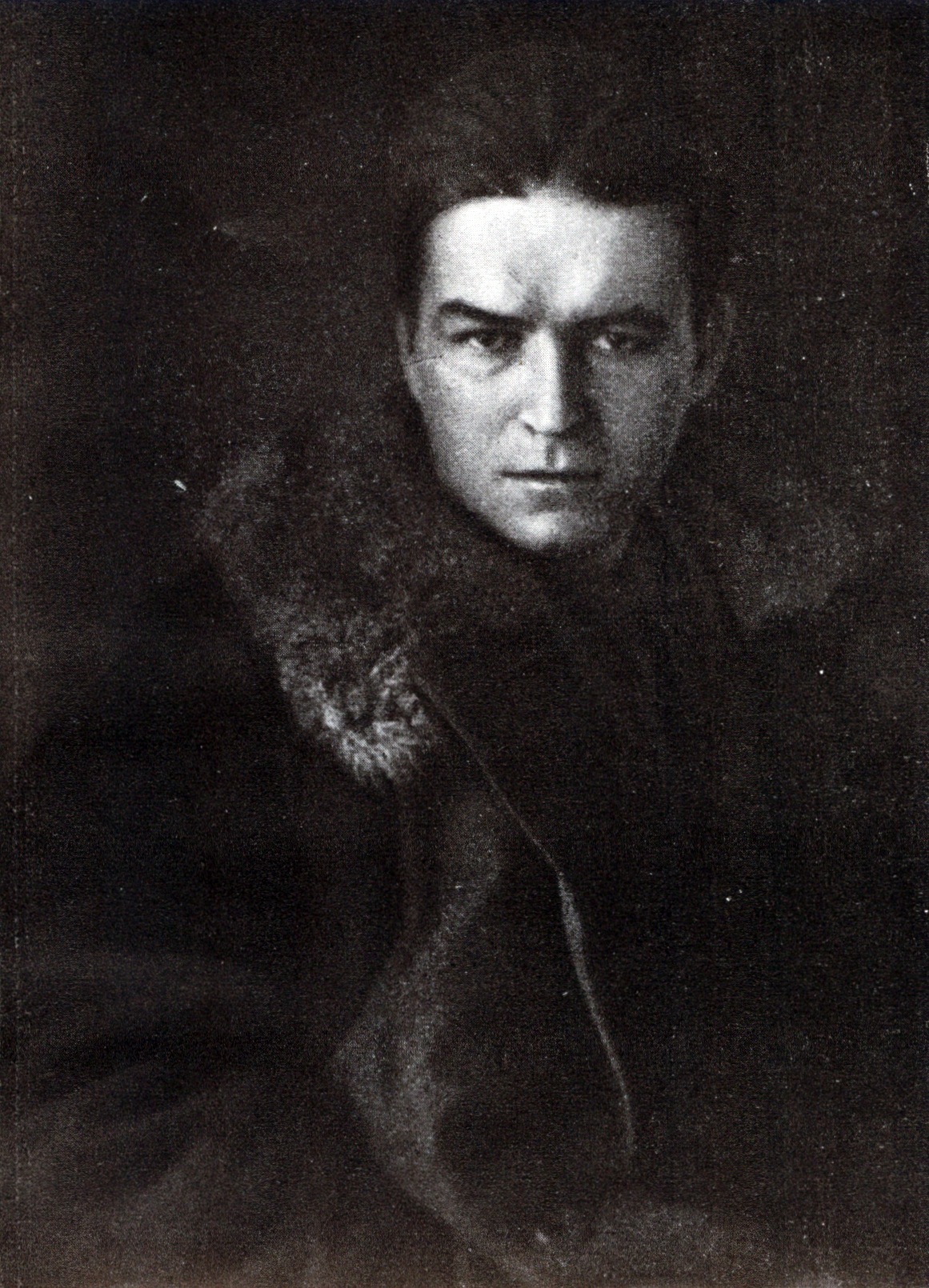
Borys Antonenko-Dawydowytsch 1928

Borys Dmytrowytsch Antonenko-Dawydowytsch (* 23. Julijul. / 4. August 1899greg. in Sassullja, Gouvernement Poltawa, Russisches Kaiserreich; † 8. Mai 1984 in Kiew, Ukrainische SSR) war ein ukrainischer Schriftsteller,  Übersetzer und Linguist.

## Leben
Borys Antonenko-Dawydowytsch wurde als Borys Dawydow (Борис Давидов) im Dorf Sassullja, heute zur Stadt Romny gehörig, in die Familie eines Eisenbahnarbeiters geboren. Er besuchte das Gymnasium in Ochtyrka und studierte an der Fakultät für Physik und Mathematik der Universität Charkow sowie an der historisch-philologischen Fakultät der Universität Kiew.
Er war, wie auch die ukrainischen Schriftsteller Jewhen Pluschnyk und Walerjan Pidmohylnyj, Mitglied der literarischen Vereinigung „MARS“ (Werkstatt der revolutionären Wörter) mit Sitz in Kiew. Während der Großen Säuberung wurde er aufgrund gefälschter Beweise zum Tode verurteilt. Das Urteil wurde später zu zehn Jahren Haft im Gulag umgewandelt. 1956 wurde er rehabilitiert und 1957 kehrte er nach Kiew zurück. Seine schriftstellerische Arbeit hatte einen signifikanten Einfluss auf die literarische Generation der 1960er Jahre in der Ukraine. Ab Mitte der 1960er Jahre wurde er erneut verfolgt, da er sich für die ukrainischen Dissidenten und  gegen die Russifizierung einsetzte. Von den frühen 1970er Jahren an bis zum Ende der Sowjetunion war die Veröffentlichung seiner Bücher in der Ukraine verboten. Antonenko-Dawydowytsch starb 1984 in Kiew und wurde dort auf dem Waldfriedhof im Rajon Desna beerdigt.
1992 erhielt er mit dem Taras-Schewtschenko-Preis posthum den Nationalpreis der Ukraine.
Antonenko-Dawydowytsch schrieb eine Reihe von Prosabüchern, die auch teils ins russische und deutsche übersetzt wurden.